# 시간 여행자의 아내 (영화)
《시간 여행자의 아내》(영어: The Time Traveler's Wife)는 2009년 개봉한 미국의 로맨틱 SF 드라마 영화이다. 오드리 니페네거가 쓴 동명 소설을 원작으로 로베르트 슈벤트케가 연출하고, 에릭 배나, 레이철 매캐덤스 등이 출연하였다.
촬영은 2007년 9월에 시작되었으며, 원래 2008년 가을 개봉 예정이었으나 제작사 공식 설명 없이 개봉이 연기되었다. 나중에 매캐덤스는 야외 촬영 장소의 계절이 이전에 촬영한 영상과 일치할 때까지 추가 장면 촬영과 재촬영을 완료할 수 없어 지연이 발생했다고 언급했다. 또한 배나는 2009년 영화 《스타 트렉: 더 비기닝》 작업 후 머리를 다시 길러야 했다.
뉴 라인 시네마가 제작한 이 영화는 2009년 8월 14일 워너 브라더스 픽처스에 의해 개봉되어 엇갈린 평가를 받았지만 상업적인 성공을 거두었다.

## 줄거리
헨리 디템블은 유전 이상으로 예측 불가능하게 시간 여행을 하는 남자이다. 그는 어린 시절부터 알고 지내온 클레어 애브셔와 사랑에 빠지지만, 그의 시간 여행 능력은 둘의 관계에 큰 어려움을 가져온다. 헨리는 어머니를 잃은 교통 사고 후 처음으로 시간 여행을 경험하게 되고, 자신의 과거와 미래를 오가며 클레어를 만난다. 클레어는 어릴 적부터 미래의 헨리를 만나 그와의 만남을 예감하며 자랐고, 결국 현재의 헨리와 사랑에 빠진다. 
헨리의 갑작스러운 시간 이동은 종종 나체로 도착하는 상황을 만들어 그를 당황하게 하지만, 그는 어린 클레어에게 옷을 준비해 달라고 부탁하며 이러한 어려움을 극복해 나간다. 두 사람은 결혼하지만, 헨리의 예측 불가능한 시간 여행은 계속해서 관계에 불안감을 준다. 헨리는 미리 알게 된 복권 번호로 당첨금을 얻기도 하지만, 근본 문제가 해결되지 않아 고통스러워한다.
헨리와 클레어는 아이를 갖기 위해 노력하지만 헨리의 유전 이상으로 임신한 태아마저 시간 여행을 하는 바람에 번번이 유산된다. 절망한 헨리는 비밀리에 정관 수술을 받지만 결국 클레어는 임신에 성공한다. 딸 앨바는 헨리처럼 시간 여행 능력을 가지고 태어나지만 점차 자신의 능력을 통제할 수 있게 된다. 앨바는 헨리에게 그가 자신이 5살 때 죽게 된다는 사실을 알려주고, 헨리는 클레어에게 이 사실을 숨긴다. 
알바의 다섯 번째 생일날 클레어는 헨리의 죽음이 임박했음을 알게 된다. 결국 헨리는 시간 여행 중 부상을 입고 클레어의 품에서 숨을 거둔다. 시간이 흘러 젊은 헨리가 클레어와 앨바를 다시 찾아오고, 클레어는 그를 계속 다시 만날 수 있다는 희망을 품게 되지만 헨리는 과거에 얽매이지 말라는 말을 남기고 사라진다.

## 출연진
- 레이철 매캐덤스 - 클레어 애브셔 역
  - 브루클린 프루 - 어린 클레어 역
- 에릭 배나 - 헨리 디탬블 역
  - 앨릭스 페리스 - 어린 헨리 역
- 알리스 하워드 - 리처드 디탬블 역
- 론 리빙스턴 - 고메즈 역
- 스티븐 토볼라우스키 - 켄드릭 의사 역
- 미셸 놀든 - 애넷 디탬블 역
- 제인 매클레인 - 셔리스 역
- 헤일리 매캔 - 앨바 역
  - 테이텀 매캔 - 어린 앨바 역
- 피오나 리드 - 루실 애브셔 역
- 필립 크레이그 - 필립 애브셔 역
- 매기 캐슬 - 얼리샤 애브셔 역
- 브로큰 소셜 신 - 결혼 축하 공연 밴드 역

## 흥행
- 대한민국 관객수: 73만 명

## 우리말 녹음
KBS 성우진
- 김승준 - 헨리(에릭 배나)
- 이선 - 클레어(레이철 매캐덤스/브루클린 프루)
- 송도영 - 애넷(미셸 놀든)
- 이봉준 - 켄드릭(스티븐 토볼라우스키)
- 소연 - 어린 헨리(앨릭스 페리스) / 앨바(테이텀 매캔/헤일리 매캔)
- 이근욱 - 헨리의 아버지(알리스 하워드)
- 손정아 - 클레어의 엄마(피오나 리드)
- 이윤선 - 클레어의 아버지(필립 크레이그)
- 김관진 - 고메즈(론 리빙스턴)
- 임은정 - 셔리스(제인 매클레인) / 도서관 직원(칼리 스트리트)
- 홍진욱 - 도서관 직원(바트 베드퍼드) / 경찰(맷 버먼) / 목사
- 박찬희 - 의사(도널드 캐리어) / 라디오 방송 목소리 / 식당 직원 / 지하철 남자
- 박영재 - 경찰(크레이그 스노이어) /  TV 방송 목소리(댄 더랜) / 이발소 주인
- 오인실 - 클레어의 동생(매기 캐슬) / 경찰 무전 음성 / 앨바의 선생님